# Алексеевка (Пореченское сельское поселение)
Алексе́евка — деревня в Муромцевском районе Омской области России. Входит в состав Пореченского сельского поселения.

## История
Основана в 1904 году. В 1928 году состояла из 78 хозяйств, основное население — белорусы. В составе Петровского 1-го сельсовета Екатерининского района Тарского округа Сибирского края.

## Население
| 1926 | 2010 |
| ---- | ---- |
| 434  | ↘102 |